# Place Diana
La place Diana est une place située dans le quartier de Chaillot du 16e arrondissement de Paris.

## Situation et accès
La place Diana longe la rive droite de la Seine sur quelques dizaines de mètres entre la place de l'Alma en amont (à l'est), et un parapet en aval (à l'ouest). À l'aplomb de celui-ci, la voie Georges-Pompidou sort du tunnel du pont de l'Alma pour se confondre avec l'avenue de New-York, qui prend ici sa naissance. 
La place Diana est desservie par la ligne 9 à la station Alma - Marceau.

## Origine du nom

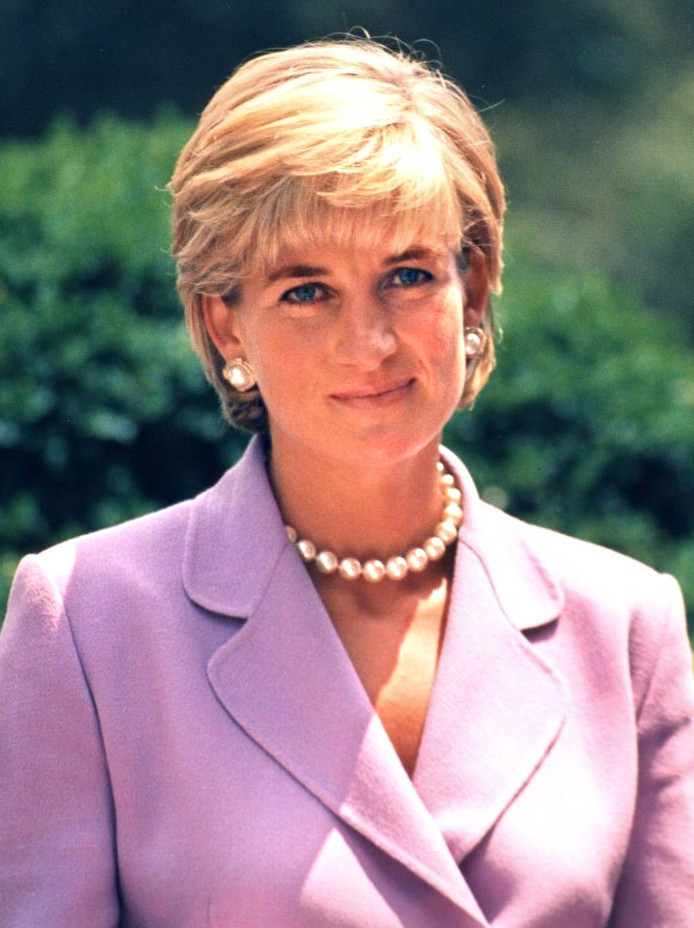
La princesse Diana.

La place porte le nom de Diana Spencer (1961-1997), princesse de Galles.

## Historique
Le 24 juillet 1997, le Conseil de Paris prend un arrêté municipal créant la place sur l'emprise d'une partie de la place de l'Alma, avec la dénomination « place Maria-Callas ». L'inauguration doit avoir lieu le 11 septembre 1997, pour célébrer le vingtième anniversaire de la mort de la cantatrice Maria Callas,.
Mais quelques jours avant l'inauguration, le 31 août, Diana Spencer trouve la mort dans un accident de la route en dessous de la place, dans le tunnel du pont de l'Alma. Or sur cette place s'élève la Flamme de la Liberté, une réplique de la torche de la statue de la Liberté à New York, érigée en 1989 pour célébrer l'amitié franco-américaine. Quelque peu oubliée, la Flamme bénéficie alors d'un regain d'intérêt, le public la détournant de sa fonction initiale pour la transformer spontanément en un autel à la mémoire de Diana. 

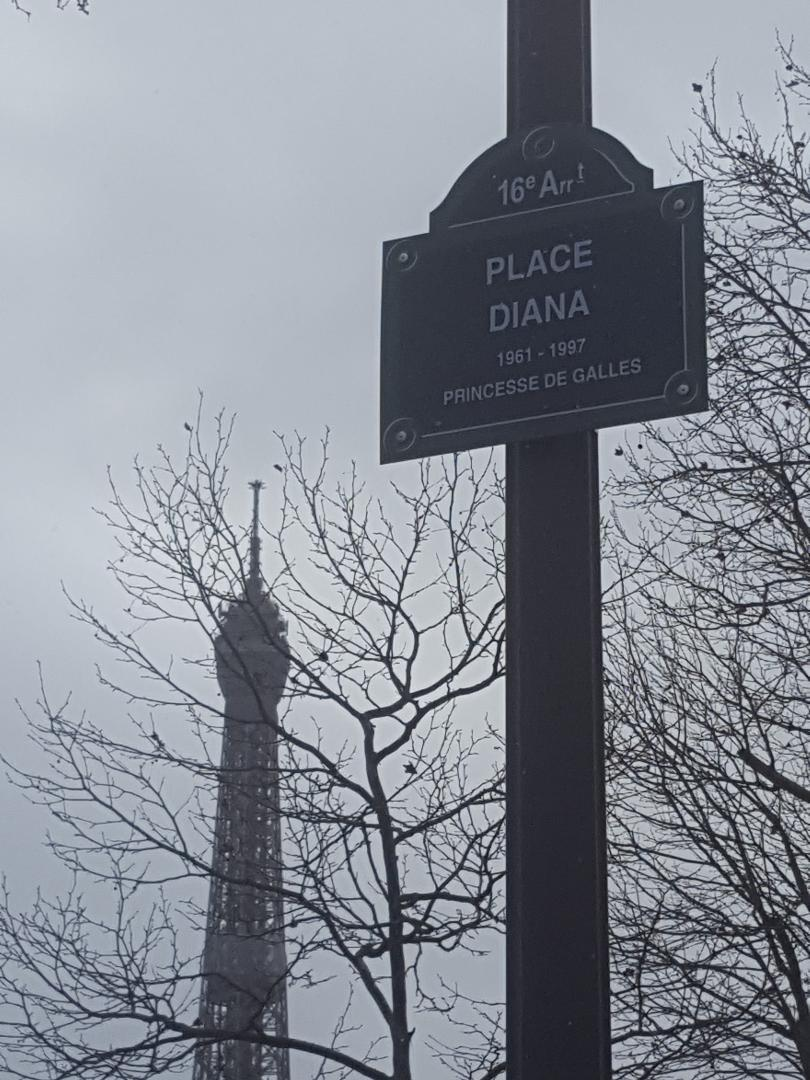
Photographie de la plaque Place Diana, avec la tour Eiffel en arrière-plan.

Cette ferveur populaire autour de la Flamme conduit le Conseil de Paris, dont le maire est à l'époque Jean Tiberi, à renoncer à l'inauguration de la place Maria-Callas. La place se trouve alors dans une situation où elle porte officiellement le nom de Maria Callas sans qu'aucune plaque de rue ne l'indique, pour ne pas interférer avec l'hommage populaire international à la princesse de Galles, la place étant devenue le passage obligé de ses admirateurs. Le nom de la cantatrice est finalement donné en 2000 à l'allée Maria-Callas, plus à l'ouest dans le 16e arrondissement.
L'idée de donner le nom de la princesse Diana à la place est un temps évoquée dans les années qui suivent sa mort, mais abandonnée en raison d'une opposition des autorités britanniques. Ce projet reprend par la suite, et est voté en Conseil de Paris début juin 2019, 22 ans après son décès, sur une emprise agrandie jusqu'au parapet au-dessus du tunnel.
La plaque Place Diana est photographiable par les touristes avec la tour Eiffel en arrière-plan.

## Bâtiments remarquables et lieux de mémoire
- La place est un terre-plein sans numéro, où se trouve la Flamme de la Liberté.
- La place fait face au pont de l'Alma.